# Carl Clauberg
Carl Clauberg (Leichlingen, 28 de septiembre de 1898-Kiel, 9 de agosto de 1957) fue un ginecólogo alemán que realizó experimentos médicos en sujetos humanos (principalmente judíos) en el campo de concentración de Auschwitz. Allí colaboró con Horst Schumann en experimentos de esterilización por rayos X. En 1945, cerca del final de la Segunda Guerra Mundial, fue capturado por el Ejército Rojo y sentenciado a 25 años de prisión. Fue puesto en libertad en 1955 en virtud de un acuerdo de intercambio de prisioneros, tras lo cual y regresó a Alemania y continuó practicando la medicina. Debido a la protesta pública y de sobrevivientes del Holocausto, Clauberg fue arrestado en 1955, pero murió antes de que pudiera ser juzgado.

## Carrera de medicina
Durante la Primera Guerra Mundial sirvió como soldado de infantería. Después de la guerra, estudió medicina y finalmente alcanzó el rango de médico jefe en la clínica ginecológica universitaria. Se unió al partido nazi en 1933 y más tarde fue nombrado profesor asociado de ginecología en la Universidad de Königsberg. Realizó investigaciones sobre las hormonas de la fertilidad femenina (particularmente la progesterona ) y su aplicación en tratamientos de la infertilidad, obteniendo un laboratorio para esta labor en 1937. Recibió el grado de SS-Gruppenführer en la Reserva.

## Experimentos humanos en Auschwitz

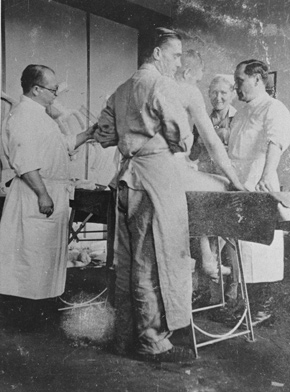
Carl Clauberg (a la izquierda en Auschwitz)

En 1942 contactó con Heinrich Himmler, quien lo había conocido a través del tratamiento de la esposa de un alto oficial de las SS, y le pidió la oportunidad de realizar esterilizaciones masivas en mujeres para sus experimentos. Himmler estuvo de acuerdo y, en diciembre de 1942, Clauberg se trasladó al campo de concentración de Auschwitz, donde estableció su laboratorio en una parte del Bloque 10 en el campamento principal. Su objetivo era encontrar un método fácil y barato para esterilizar, de forma coercitiva, a las mujeres. Inyectaba preparaciones de formaldehído en los úteros de sus sujetos de prueba —en su mayoría mujeres judías, y también romaníes— sin anestesia, quienes como consecuencia sufrieron daños permanentes e infecciones graves. Algunas murieron a causa de las pruebas. Las estimaciones de las que fueron esterilizadas son alrededor de 700.
Himmler quería saber cuánto tiempo llevaría esterilizar a mil mujeres judías de esa manera. La respuesta de Clauberg fue «satisfactoria»: un médico con 10 asistentes debería ser capaz de realizar la esterilización de unos pocos cientos, o incluso unos pocos miles, de judíos en un día.

El método no quirúrgico de esterilización de mujeres que he inventado ahora está casi perfeccionado. . . En cuanto a las preguntas que me ha dirigido, señor, hoy puedo responderlas en la forma que tenía prevista: si la investigación que estoy realizando sigue dando el tipo de resultados que ha dado hasta ahora (y  no hay motivo para suponer que no será así), entonces podré informar en un futuro previsible que un médico experimentado, con un consultorio debidamente equipado y la ayuda de diez auxiliares, podrá llevar a cabo en el transcurso de un solo día la esterilización de cientos, o incluso 1.000 mujeres.
Carta de Carl Clauberg a Himmler (1943).

## Prisionero de guerra, 1945–1955
A finales de 1944, cuando el Ejército Rojo se acercó al campamento, Clauberg se mudó al campo de concentración de Ravensbrück para continuar sus experimentos con mujeres romaníes . Las tropas soviéticas lo capturaron allí en 1945.
Después de la guerra (1948) , Clauberg fue juzgado en la Unión Soviética y condenado a 25 años de prisión. En 1955, fue liberado (pero no indultado) por la Unión Soviética en virtud del acuerdo de intercambio de prisioneros Adenauer-Bulganin, con el grupo final de unos 10.000 prisioneros de guerra e internos civiles.

## Carrera médica, arresto y muerte, 1955-1957
Regresó a Alemania Occidental, donde fue reincorporado a su antigua clínica en función de su producción científica anterior a la guerra. El comportamiento extraño, incluida la jactancia abierta de sus "logros" en el "desarrollo de una nueva técnica de esterilización en el campo de concentración de Auschwitz", destruyó cualquier posibilidad de pasar desapercibido. En 1955, después de la protesta pública de grupos de sobrevivientes, Clauberg fue arrestado. Murió antes del juicio el 9 de agosto de 1957 en Kiel, Alemania.

## Test de Clauberg
El test de Clauberg es un bioensayo (ahora obsoleto) para evaluar la actividad progestacional basada en la conversión del endometrio proliferativo en endometrio secretor en conejos inmaduros.